# 長老 (モルモン教)
長老（ちょうろう）は、モルモン教で神権を持つ役人。
長老はメルキゼデクの長老の職に聖任されている人。監督とステーク会長と面接をした上でふさわしいと認められた、18歳以上の男の会員は長老になることが出来る。教会の許可が要るが、それは半年毎に行われるステーク大会でもらう。長老の役割は「教え、解き明かし、進め、バプテスマを施し、教会員を見守」ること（教義と聖約20：42）。また、病気の者や苦しんでいる者を癒したり「バプテスマを受けて教会に入る人々に、聖文にあるとおりに、火と聖霊によるバプテスマのための按手による確認を行」う権利を持っている（教義と聖約20：41）。
教会のワードの中に色々な日常的な仕事をする責任。アロン神権やスカウトの指導者、または日曜学校会長会員などの職に召される。そして、大祭司と一緒にワードのホームティーチングをする担当。
長老は96人以下の定員会の組織。定員会会長と2人の副会長はステーク会長により召され任命される。それは設定された期間でないが、ほとんどの場合、1－3年の召し。
ワードの全ての大人の男性は大祭司定員会か長老定員会のどちらかに加わるようにしている。
専任宣教師と中央幹部員以外の場合、「長老」を人の名前につけない（例えば、「田中長老」）。